# جراح العسماوي
جراح العسماوي (بالإنجليزية: Jarrah Al-Asmawi) (ولد في 19 أغسطس 1970) هو سبّاح كويتي مثل بلاده في الألعاب الأولمبية الصيفية 1992 التي أقيمت في برشلونة، حيث شارك في منافسات السباحة الحرة والسباحة على الظهر.
شارك العسماوي ضمن فريق السباحة الكويتي في فترة شهدت محاولات لتعزيز مكانة الرياضة في الكويت، حيث كان ظهوره في الأولمبياد من أبرز محطات مسيرته الرياضية الدولية. وعلى الرغم من أنه لم يحقق ميدالية، إلا أن مشاركته ساهمت في تسليط الضوء على السباحة الكويتية في المنافسات العالمية.

## الحياة الرياضية
برز جراح العسماوي في السباحة منذ شبابه، وكان ضمن مجموعة من السباحين الكويتيين الذين نافسوا على المستوى الإقليمي والدولي في نهاية ثمانينيات وبداية تسعينيات القرن العشرين. عُرف بانضباطه وقدرته على المنافسة في أكثر من سباق، وشارك في بطولات عربية وآسيوية إلى جانب حضوره الأولمبي.